# Le canzoni di Enzo Jannacci
Le canzoni di Enzo Jannacci è un album antologico delle prime registrazioni da solista di Enzo Jannacci, prodotte fra il 1960 e il 1962 per la Dischi Ricordi. La raccolta alterna brani già apparsi all'epoca su 45 giri a incisioni mai pubblicate sino ad allora, offrendo un esauriente spaccato sulle prime prove dell'artista all'indomani del debutto in duo con Giorgio Gaber.
La Ricordi aveva assemblato questo album nella prima metà del 1968 per sfruttare la popolarità conseguita in quel momento dal cantautore con Vengo anch'io. No, tu no, al punto che in copertina erano stati stampati due balloon da fumetto (pronunciati da altrettante immagini di Jannacci, a botta e risposta) che insieme formavano il titolo della celebre canzone, pur non essendo questa inclusa nel disco, in quanto successiva al periodo e, soprattutto, del tutto estranea al catalogo Ricordi. Probabilmente per queste ragioni, le stampe immediatamente successive della raccolta recavano due balloon diversi, incollati sui precedenti, e recanti, rispettivamente, un gruppo di punti interrogativi apposto sul testo "Vengo anch'io?" ed uno di punti esclamativi sopra "No, tu no!", stampati su sfondo verde. Tuttavia una menzione diretta della canzone rimane nella nota di presentazione al disco sul retro copertina.
I testi e le musiche dei dodici brani sono tutti firmati da Enzo Jannacci. Tutti i titoli sono editi dalle edizioni musicali Radio Record Ricordi, tranne Il tassi e Il cane con i capelli (edizioni musicali Fama).

Per Il cane con i capelli, Gheru gheru, Bambino Boma e L'artista l'orchestra è arrangiata e diretta da Iller Pattacini.

L'ombrello di suo fratello riporta nella track list di copertina il titolo modificato in "L'ombrello di mio fratello".

## Tracce
LATO A
1. L'ombrello di suo fratello (pubblicato su 45 giri Tavola Rotonda T 70013, 1961 - Lato A)
2. Passaggio a livello (pubblicato su 45 giri Tavola Rotonda T 70014, 1961 - Lato A)
3. Gheru gheru (pubblicato su 45 giri Ricordi SRL 10.222, dicembre 1961 - Lato B)
4. Un amore da 50 lire (inedito)
5. Bambino Boma (pubblicato su 45 giri Ricordi SRL 10.261, giugno 1962 - Lato A)
6. L'ombra (inedito)

LATO B
1. Il giramondo (pubblicato su 45 giri Tavola Rotonda T 70014, 1961 - Lato B)
2. Il tassì (pubblicato su 45 giri Tavola Rotonda T 70013, 1961 - Lato B
3. Il cane con i capelli (pubblicato su 45 giri Ricordi SRL 10.222, dicembre 1961 - Lato A)
4. L'artista (pubblicato su 45 giri Ricordi SRL 10.261, giugno 1962 - Lato B; presentato quindi nello spettacolo Milanin Milanon, con testo tradotto in dialetto milanese)
5. Un nano speciale (inedito)
6. Niente (inedito)

## L'Orchestra
L'orchestra è diretta Iller Pataccini